# محو الأمية

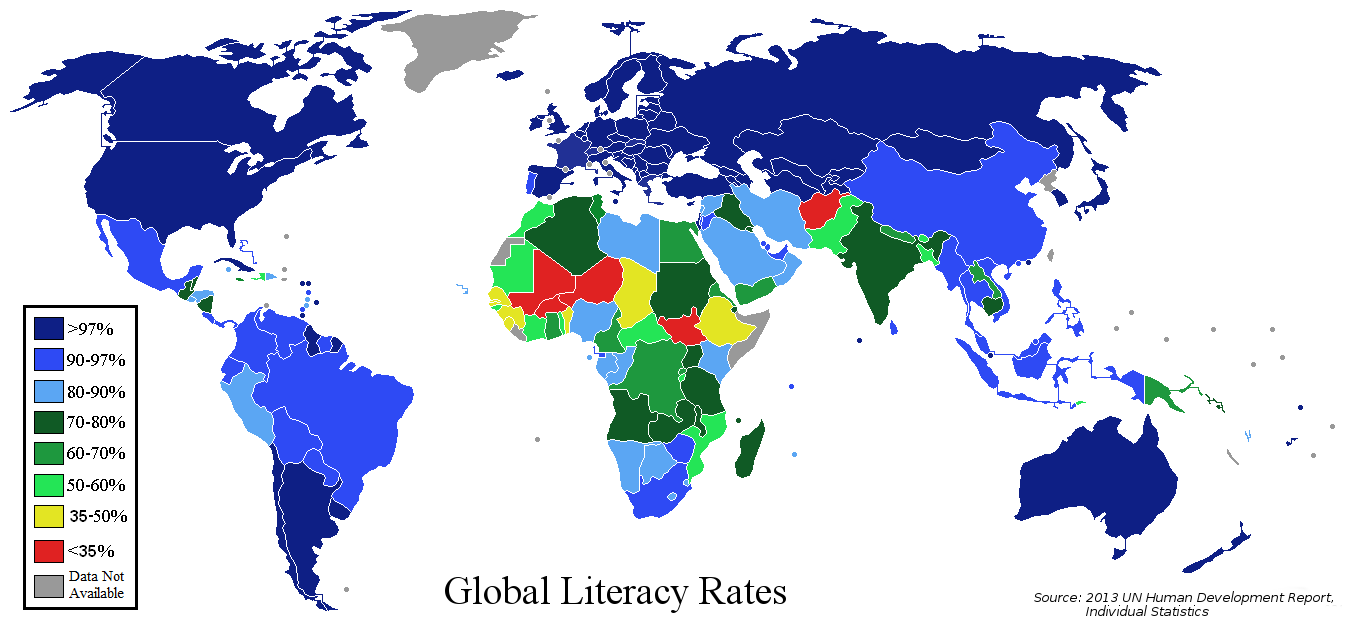
بلدان العالم حسب نسبة القادرين على القراءة والكتابة

محو الأمية ويراد به القدرة على القراءة والكتابة، ولقد توسع معنى هذا المصطلح ليشمل أيضا القدرة على استخدام اللغات والأرقام والصور والوسائل الأخرى للفهم والتعامل مع الرموز الثقافية الأساسية، وقد توسع مفهوم محو الأمية في دول منظمة التعاون الاقتصادي والتنمية (OECD) ليشمل مهارات الحصول على المعرفة من خلال التقنية وأيضًا القدرة على تقييم السياقات المركبة.
ويضاده أمية باللغة العربية. وحسب تعريف الأمم المتحدة فإن مصطلح معرفة القراءة والكتابة وما إليهما يستخدم للإشارة إلى الأشخاص القادرين على قراءة جمل بسيطة بأي لغة وكتابتها. عادة ما يذكر مصطلح الأمية في الوطن العربي أكثر من مصطلح «القدرة على القراءة والكتابة» أو «معرفة القراءة والكتابة» كما هو في اللغات الأجنبية كالإنجليزية مثلا.
محو الأمية الكلمة مشتقة من كلمتين هي (محو) - (أمي) أي محو الأمية المحو هو مسح الشيء أي إزالة، والأمي هو الذي لا يكتب ولا يقرأ.

## المصطلح العام
هو تعليم لغير المتعلم ويخص هنا بالذات أو بالعام من كبر سنه ولم يتعلم، ويطلق على أن بأمكان الجميع التعلم وبسهولة إتاحة مواد التعليم، أي أن الشخص قادر على التعلم.

## معرفة القراءة والكتابة

معدل تغير نسبة محو الأمية في العالم من 1970 حتى 2010.

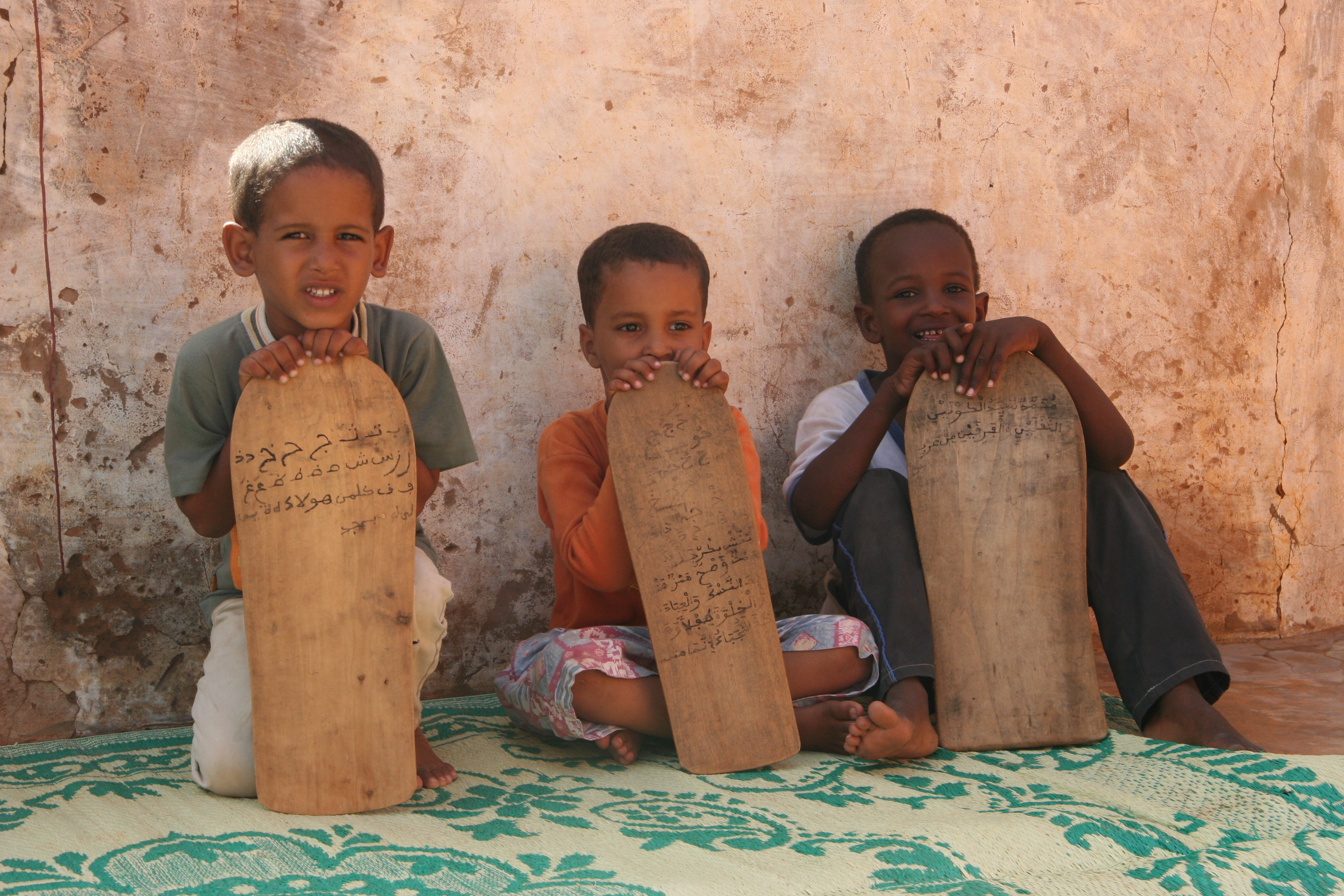

معرفة القراءة والكتابة وصفت بأنها القدرة على القراءة للمعرفة والكتابة على نحو متماسك والتفكير بشكل نقدي حول الكلمة المكتوبة. ويمكن معرفة القراءة والكتابة وتشمل أيضا القدرة على فهم جميع أشكال الاتصالات، سواء أكان ذلك لغةَ الجسد أم الصور والفيديو والصوت (القراءة والتحدث والاستماع والمشاهدة). التعريفات المتطورة للمعرفة القراءة والكتابة غالبًا ما تشمل جميع الأنظمة ذات الصلة رمزًا لمجتمع معين. معرفة القراءة والكتابة وتشمل مجموعة معقدة من قدراتهم على فهم واستخدام النظم رمز المهيمن للثقافة للتنمية الشخصية والمجتمعية. في المجتمع التكنولوجي، ومفهوم القراءة والكتابة وتتوسع لتشمل وسائل الإعلام والنصوص الإلكترونية، بالإضافة إلى الأبجدية، ونظم عدد. تختلف هذه القدرات في مختلف السياقات الاجتماعية والثقافية وفقا للحاجة والطلب.
الأمم المتحدة للتربية والعلم والثقافة (اليونسكو) يعرف القراءة والكتابة والقدرة «لتحديد وفهم وتفسير، وخلق، والتواصل وحساب، وذلك باستخدام المواد المطبوعة والمكتوبة المرتبطة سياقات مختلفة. معرفة القراءة والكتابة ينطوي على سلسلة متصلة من التعلم في تمكين الأفراد لتحقيق أهدافها، على تطوير معارفهم وإمكاناتهم، والمشاركة الكاملة في المجتمع، والمجتمع الأوسع».

## التاريخ

### أصول محو الأمية
ظهرت الحاجة إلى معرفة القراءة والكتابة مع تطور علوم الحساب في بداية القرن الثامن قبل الميلاد. طُوّرت أنظمة الكتابة النصية بشكل مستقل خمس مرات على الأقل في التاريخ البشري: في بلاد ما بين النهرين، ومصر، وحضارة وادي السند، وسهول أمريكا الوسطى، والصين.
نشأت أول أشكال الكتابة في سومر التي تقع في جنوب بلاد ما بين النهرين في الفترة بين 3500–3000 قبل الميلاد تقريبًا. كانت معرفة القراءة والكتابة خلال هذه الحقبة التاريخية حاجة وظيفية إلى حد كبير مدفوعة بالحاجة إلى إدارة المعلومات الجديدة والنوع الجديد من نظام الحكم الناشئ عن التجارة والإنتاج واسع النطاق. ظهرت أنظمة الكتابة في بلاد ما بين النهرين لأول مرة من خلال نظام التسجيل الذي استخدم فيه الناس رموزًا معينة لإدارة التجارة والإنتاج الزراعي. اعتُبر نظام الكتابة الرمزية هذا مقدمة لتطور الكتابة المسمارية المبكرة بمجرد أن بدأ الناس بتسجيل المعلومات على ألواح الفخار. لا تُظهر النصوص المسمارية علامات رقمية وحسب، بل رسومًا تصوُّر الأشياء التي يجري حسابها.
ظهرت الكتابة الهيروغليفية المصرية في الفترة بين 3300–3100 قبل الميلاد، واستُخدمت بشكل رئيسي لتصوير الأيقونات الملكية التي تؤكد سلطة الفراعنة. كان نظام الكتابة الهيروغليفية المصرية أول نظام تدوين له مقابل لغوي صوتي.
ظهرت الكتابة في سهول أمريكا الوسطى لأول مرة من قبل حضارتي الأولمك والزابوتيك في الفترة بين 900–400 قبل الميلاد. استخدمت هذه الحضارات أنظمة كتابة رقمية ورمزية ونقطية للأغراض المتعلقة بالأيقونات الملكية ونظم التقويم.
تعود أقدم الرموز المكتوبة في الصين إلى عهد أسرة شانغ في عام 1200 قبل الميلاد، وقد عُثر على هذه الرموز مكتوبة على عظام الحيوانات وجلودها. يُعتقد أن الكتابة كانت من أنشطة النخب الحاكمة في الصين، واستُخدمت لتوثيق أعداد الحيوانات التي اصطيدت والأضحيات المقدمة للآلهة وغيرها من الطقوس.
أما الكتابات التي ظهرت في وادي السند، فكانت تصويريةً إلى حد كبير، حتى أن بعض رموزها لم تُفكّ حتى الآن. يُعتقد أن الكتابة كانت من اليمين إلى اليسار، ويختلف اللغويون حول ما إذا كان نظام الكتابة هذا كاملًا ومستقلًا لأن رموزه لم تُفسَّر بدقة حتى الآن.
تشير كل الأمثلة السابقة إلى أن المحاولات المبكرة لمحو الأمية كانت مرتبطة ارتباطًا وثيقًا بالسلطة، وكانت تُستخدم بشكل أساسي في الممارسات الإدارية، وربما كان أقل من 1% من مجموع السكان يعرفون القراءة والكتابة، إذ إنها كانت محصورة بالنخب الحاكمة فقط.

### أصول الأبجدية
هناك تفسيران محتملان لأصل الأبجدية وفقًا لعالم الأنثروبولوجيا الاجتماعية جاك غودي. ينسب العديد من علماء الكلاسيكيات، مثل المؤرخ إيغناس غيلب، الفضل بإنشاء أول نظام كتابة أبجدي يستخدم علامات خاصة للحروف الساكنة لليونانيين القدماء (750 قبل الميلاد تقريبًا). لكن غودي يعتض قائلًا: «أدت أهمية الثقافة اليونانية القديمة في التاريخ اللاحق لأوروبا الغربية إلى زيادة التركيز من قبل علماء الكلاسيكيات وغيرهم على إضافة علامات محددة لحروف العلة بشكل يشبه التطور الذي حدث في وقت سابق في آسيا الغربية».
يعتقد العديد من العلماء من جهة أخرى أن الشعوب السامية القديمة في شمال كنعان (سوريا في العصر الحديث) هي التي اخترعت الأبجدية الساكنة في وقت مبكر (1500 قبل الميلاد تقريبًا). يعود الفضل في دعم هذه النظرية وتطورها إلى عالم الآثار الإنجليزي فليندرز بيتري الذي اكتشف في عام 1905 سلسلة من النقوش الكنعانية الموجودة في مناجم سرابيط الخادم جنوب شبه جزيرة سيناء. بعد عشر سنوات من الدراسة، أوضح عالم المصريات الإنجليزي آلان غاردينر أن هذه النقوش ما هي إلا كتابة أبجدية تشير إلى آلهة البحر الكنعانية أشيرا. في عام 1948، فك وليام أولبرايت تشفير هذه النصوص باستخدام أدلة إضافية عثر عليها بعد اكتشافات غودي، ومنها سلسلة من النقوش الأوغاريتية التي اكتشفها عالم الآثار الفرنسي كلود شيفر في عام 1929. كانت بعض هذه النقوش نصوصًا أسطورية مكتوبة بلهجة كنعانية قديمة مؤلفة من 32 حرفًا أبجديًا ثابتًا.
حدث اكتشاف آخر مهم في عام 1953 عندما عُثر على ثلاثة رؤوس سهام يحتوي كل منها على نقوش كنعانية مشابهة تعود إلى القرن الثاني عشر قبل الميلاد. وفقًا لما قاله الباحث فرانك مور كروس، فإن هذه النقوش تتألف من أحرف أبجدية نشأت في أثناء التطور الانتقالي من الكتابة المصورة إلى الأبجدية الخطية. قدمت هذه النقوش أيضًا فوائد كبيرة في مجال فك رموز النصوص الأبجدية السابقة واللاحقة. ألهم نظام الكتابة الكنعاني الساكن هذا تطورات الأبجدية التي حدثت في أنظمة الكتابة التي ظهرت لاحقًا، فظهرت الحروف الهجائية في جميع أنحاء منطقة حوض البحر المتوسط خلال العصر البرونزي المتأخر، بما في ذلك الفينيقية والعبرية والآرامية.
يعتقد جاك غودي أن هذه النصوص المسمارية ربما كانت مؤثرة في تطور الأبجدية اليونانية بعد عدة قرون. ادعى الإغريق على مر التاريخ أن نظام الكتابة الخاص بهم مشتق من الفينيقيين، ولكن العديد من الباحثين في مجال اللغات السامية يعتقدون اليوم أن الكتابة اليونانية القديمة كانت أكثر شبهًا مع شكل مبكر من الكتابة الكنعانية التي استُخدمت في عام 1100 قبل الميلاد تقريبًا. تعود أقدم النقوش اليونانية المؤرخة للقرن الثامن قبل الميلاد، وتشير المقارنات الكتابية إلى أن الإغريق ربما يكونون قد تبنوا الأبجدية الكنعانية منذ عام 1100 قبل الميلاد، وأضافوا إليها خمسة أحرف لتمثيل حروف العلة في وقت لاحق.
انتشرت الكتابة الفينيقية، التي تُعتبر أول «أبجدية خطية»، سريعًا في المدن الساحلية المطلة على البحر المتوسط في شمال كنعان. يعتقد بعض علماء الآثار أن الكتابة الفينيقية كان لها تأثير على تطور الأبجدية العبرية والآرامية اعتمادًا على حقيقة أن هذه اللغات قد تطورت خلال الفترة الزمنية ذاتها، وتشترك بميزات عديدة، وتُصنف عادةً في نفس المجموعة اللغوية.
تبنى اليهود الذين هاجروا إلى كنعان بين عامي 1200-1001 قبل الميلاد نمطًا معينًا من الأبجدية الكنعانية، واستخدم باروخ بن نيريا هذه الأبجدية لصياغة النصوص الأخيرة من العهد القديم. كانت الأبجدية العبرية القديمة منتشرة في منطقة البحر الأبيض المتوسط حتى نفى البابليون اليهودَ إلى بابل في القرن السادس قبل الميلاد، فظهرت العبرية الجديدة وتلاشت الكتابة العبرية القديمة بسرعة.
ظهرت الأبجدية الآرامية أيضًا في نفس الفترة الزمنية تقريبًا. انتقل الآراميون في نهاية العصر البرونزي إلى أراضي كنعان الفينيقية واعتمدوا على كتابتهم. رغم أن الأدلة الأولية أوحت بأن هذه الكتابة نادرة، فقد اكتشف علماء الآثار مجموعة واسعة من النصوص الآرامية لاحقًا، والتي كُتبت في وقت مبكر من القرن السابع قبل الميلاد. نظرًا إلى طول فترة استخدامها واتساع نطاق انتشارها في المنطقة، فقد تبناها الحكام الأخمينيون لغةً دبلوماسيةً. انتشرت الأبجدية الآرامية الحديثة شرقًا إلى مملكة النبطية، ثم إلى سيناء وشبه الجزيرة العربية، وصولًا إلى أفريقيا. نشر التجار الآراميون لغتهم حتى الهند، حيث أثرت لاحقًا على تطور الكتابات العربية والبراهمية والفلهوية (الإيرانية)، بالإضافة إلى تأثيرها على الأحرف الهجائية المستخدمة من قبل القبائل التركية والمنغولية في سيبيريا ومنغوليا وتركستان. امتدت معرفة القراءة والكتابة في هذه الفترة لتشمل التجار، وربما ارتفعت لتشمل 15-20% من إجمالي السكان. تراجعت اللغة الآرامية أخيرًا مع انتشار الإسلام الذي صاحبه انتشار اللغة العربية.

## العناصر الاجتماعية والثقافية لمحو الأمية
تم توسيع المفهوم التقليدي لمحو الأمية مع ظهور إجماع بين الباحثين في دراسات التركيب، وبحوث التعليم، واللسانيات الأنثروبولوجية، على أنه لا معنى للتحدث عن القراءة أو الكتابة خارج سياق معين-إذ وصف جيمس باول جي هذه الحالة بأنها «حالة عدم ترابط». مثلًا، تحدث المراحل الأولى من عملية إتقان وتمييز الرموز والأحرف ضمن سياقات اجتماعية معينة (حتى لو اقتصر هذا السياق على «المدرسة»)، وبعد إتقان تعلم الحروف، تصبح القراءة والكتابة مرتبطة بغرض أو مناسبة معينة وتكون موجهة نحو شريحة مقصودة من القرّاء والكتّاب. لذلك، لا يمكن فصل القراءة والكتابة عن العناصر الاجتماعية والثقافية. هناك نقطة بديهية، أثارها ديفيد بارتون وروزاليند إيفانيك وآخرون، وهي أن تأثيرات محو الأمية على الإدراك والعلاقات الاجتماعية لا يمكن التنبؤ بها بسهولة، وكما ذكر برايان ستريت، «الطرق التي يمارس فيها الأفراد القراءة والكتابة تكون متأصلة في مفاهيم كالمعرفة والهوية [و] الوجود».

## الأمية الوظيفية
تشيع الأمية الوظيفية بين البالغين وتُعرّف بطرق مختلفة؛ مثلًا أ) عدم القدرة على استخدام مهارات القراءة والكتابة والحساب لخدمة أنفسهم ومجتمعهم، ب) عدم القدرة على القراءة جيدًا بما يكفي لإدارة مهام الحياة اليومية ومهام التوظيف التي تتطلب مهارات قراءة تتجاوز المستوى الأساسي، ج) عدم القدرة على فهم النصوص المعقدة رغم التعليم المدرسي المناسب والعمر والمهارات اللغوية ومهارات القراءة الابتدائية ومعدل الذكاء. تتميز الأمية الوظيفية عن الأمية الأولية (عدم القدرة على قراءة وكتابة بيان قصير وبسيط يتعلق بحياة الفرد اليومية) وصعوبات التعلم (مثل عسر القراءة).

## محو الأمية الحديث

### انتشار محو الأمية منذ منتصف القرن العشرين
تُظهر بيانات محو الأمية التي نشرتها اليونسكو أنه منذ عام 1950، ازداد المعدل العالمي لمحو الأمية بين البالغين بمقدار 5% وسطيًا كل عقد، فقد ارتفعت النسبة من 55.7% في عام 1950 إلى 86.2% في عام 2015. مع ذلك، على مدى أربعة عقود، كان النمو السكاني سريعًا لدرجة أن عدد الأميين البالغين استمر في الزيادة، إذ ارتفع عددهم من 700 مليون في عام 1950 إلى 878 مليونًا في عام 1990. منذ ذلك الحين، انخفض العدد بشكل ملحوظ إلى 745 مليونًا في عام 2015، لكنه ما زال أعلى مما كان عليه في عام 1950 رغم انتشار سياسات التعليم ودورات محو الأمية والمواد المطبوعة وتكنولوجيا المعلومات والاتصالات على مدى العقود. مع ذلك، كانت هذه الاتجاهات بعيدة كل البعد عن التوحيد بين المناطق.

### الفوارق الإقليمية
تشير البيانات العالمية المتاحة إلى اختلافات كبيرة في معدلات محو الأمية بين مناطق العالم. قضت أمريكا الشمالية وأوروبا وغرب آسيا وآسيا الوسطى على أمية البالغين (في سن الـ15 عامًا أو أكثر)، منهم الرجال والنساء، بشكل كامل تقريبًا. في معظم البلدان في شرق آسيا والمحيط الهادئ، بالإضافة إلى أمريكا اللاتينية ومنطقة البحر الكاريبي، تتجاوز معدلات محو الأمية نسبة 90% للبالغين. تستمر الأمية بالانتشار إلى حد كبير في مناطق أخرى: تشير بيانات معهد اليونسكو للإحصاء لعام 2013 إلى أن معدلات محو الأمية بلغت نسبة 67.55% فقط في جنوب آسيا وشمال إفريقيا، و 59.76% في أفريقيا جنوب الصحراء الكبرى.
في أغلب مناطق العالم، تشير معدلات محو الأمية المرتفعة بين الشباب إلى أن الأمية ستصبح أقل شيوعًا مع الوقت، إذ تحل أجيال الشباب ذوي المستويات التعليمية العالية محل الأجيال الأكبر سنًا. مع ذلك، في أفريقيا جنوب الصحراء الكبرى وجنوب آسيا، حيث يعيش الغالبية العظمى من الشباب الأميين في العالم، يشير انخفاض معدلات الالتحاق بالمدارس إلى أن الأمية ستستمر بدرجة أكبر. وفقًا لبيانات معهد اليونسكو للإحصاء لعام 2013، تبلغ معدلات محو الأمية بين الشباب (الأفراد الذين تتراوح أعمارهم بين 15-24 عامًا) 84.03% في جنوب آسيا وشمال إفريقيا، و70.06% في أفريقيا جنوب الصحراء. مع ذلك، لا يعد الفرق بين المتعلمين والأميين واضحًا تمامًا: مثلًا، يمكن تحصيل جزء كبير من فوائد القراءة والكتابة بالاستعانة بفرد متعلم ضمن الأسرة، فقد ميزت الأدبيات الحديثة في الاقتصاد، بدءًا من عمل كاوشيك باسو وجيمس فوستر، بين «الأمي التقريبي» و«الأمي المعزول». يشير الأول إلى شخص أمي يعيش في أسرة متعلمة ويشير الثاني إلى شخص أمي يعيش في أسرة أفرادها أميّون. الأمر المثير للقلق هو أن أغلب الأفراد في الدول الفقيرة أميون معزولون.

### التفاوتات بين الجنسين
وفقًا للبيانات التي جمعها معهد اليونسكو للإحصاء عام 2015، كان ثلثي (63%) البالغين الأميين في العالم من النساء. كان هذا التفاوت أكثر وضوحًا في العقود السابقة: بين عامي 1970-2000، تقلصت الفجوة العالمية في محو الأمية بين الجنسين بنسبة 50% تقريبًا. مع ذلك، شهد هذا التقدم ركودًا في السنوات الأخيرة، مع بقاء الفجوة بين الجنسين ثابتة تقريبًا على مدى العقدين الماضيين. بشكل عام، لا تعد الفجوة في محو الأمية بين الجنسين واضحة مثل الفجوة الإقليمية؛ أي أن الفروقات في معدلات محو الأمية بين البلدان بشكل عام تكون غالبًا أكبر من فروقات هذه المعدلات بين الجنسين ضمن البلدان. مع ذلك، تقلصت الفجوة بين الرجال والنساء ابتداءً من عام 1990، بعد زيادة معدلات محو الأمية بين الذكور بنسبة 80%.

### التحديات التي تواجه محو الأمية بين الإناث
تحد العوائق الاجتماعية من توسيع مهارات القراءة والكتابة بين النساء والفتيات. قد تكون دورات محو الأمية غير فعالة عندما تتعارض مع الوقت المحدود للنساء والفتيات. تواجه الفتيات في سن المدرسة، في العديد من السياقات، توقعات أكثر من أقرانهن الذكور لأداء الأعمال المنزلية والرعاية بالأشقاء الأصغر سنًا. يمكن لديناميكيات الأجيال أيضًا أن تديم هذه الفوارق: قد لا يدرك الآباء الأميون بسهولة أهمية محو أمية بناتهم، لا سيما في المجتمعات الريفية التقليدية التي تفترض بقاء الفتيات في المنزل.
وجدت مراجعة الأدبيات الأكاديمية لعام 2015 من قبل البنك الدولي والمركز الدولي لبحوث المرأة أن زواج القصر، الذي غالبًا ما تنعكس آثاره على الفتيات، قد يخفض معدلات محو الأمية. وجد تحليل عام 2008 في بنغلاديش أنه مقابل كل سنة إضافية من التأخير في زواج الفتاة، تزداد احتمالية تعلمها القراءة والكتابة بنسبة 5.6%. بالمثل، وجدت دراسة أجريت عام 2014 أنه في أفريقيا جنوب الصحراء الكبرى، يقلل الزواج المبكر بشكل كبير من احتمالية تعلم الفتاة للقراءة والكتابة، باعتبار المتغيرات الأخرى ثابتة. لذلك، أوصت مراجعة أدبيات زواج القصر لعام 2015 بتأجيل الزواج كجزء من إستراتيجية زيادة مستويات التحصيل العلمي، بما في ذلك محو الأمية لدى الإناث على وجه الخصوص.